# Zvedenivka, Șarhorod
Zvedenivka (în ucraineană Зведенівка) este o comună în raionul Șarhorod, regiunea Vinnița, Ucraina, formată numai din satul de reședință.

## Demografie
Componența lingvistică a satului Zvedenivka
     Ucraineană (98,99%)
     Alte limbi (0,93%)
Conform recensământului din 2001, majoritatea populației satului Zvedenivka era vorbitoare de ucraineană (98,99%), existând în minoritate și vorbitori de alte limbi.